# Cleora invalidaria
Cleora invalidaria är en fjärilsart som beskrevs av Pieter Cornelius Tobias Snellen 1895. Cleora invalidaria ingår i släktet Cleora och familjen mätare. Inga underarter finns listade i Catalogue of Life.